# Yraft
Yraft este o arie protejată (arie specială de conservare — SAC, sit de importanță comunitară — SCI) din Suedia întinsă pe o suprafață de 724,4 ha, integral pe uscat.

## Localizare
Centrul sitului Yraft este situat la coordonatele 66°17′20″N 16°34′50″E / 66.289°N 16.5805°E.

## Înființare
Situl Yraft a fost declarat sit de importanță comunitară în mai 2000 pentru a proteja un număr necunoscut de specii din flora spontană și fauna sălbatică aflate în arealul zonei. Situl a fost protejat și ca arie specială de conservare în decembrie 2009.

## Biodiversitate
Situată în ecoregiunea alpină, aria protejată conține 9 habitate naturale: Pajiști alpine și boreale, Turbării Aapa, Pajiști aluvionare boreale nordice, Mlaștini turboase de tranziție și turbării mișcătoare, Păduri nordice subalpine/subarctice cu Betula pubescens ssp. czerepanovii, Râuri naturale fino-scandinave, Lacuri și iazuri distrofice naturale, Cursuri de apă de la nivel de câmpie la nivel montan, cu vegetație Ranunculion fluitantis și Callitricho-Batrachion, Taiga vestică.
La baza desemnării sitului se află un număr nedeclarat de specii protejate.